# Hermann Braun (Maler)
Hermann Braun (* 22. April 1862 in Hausberge, Kreis Minden; † 29. September 1908 ebenda) war ein deutscher Maler und Grafiker.

## Leben
Nach dem Besuch des Realgymnasiums erhielt Braun, der Sohn eines seit 1874 in Braunschweig ansässigen Apothekers, in den Jahren 1881 bis 1884 an der Technischen Hochschule Braunschweig  zunächst eine Ausbildung als Architekt, ehe er sich – versehen mit einem Stipendium in Höhe von 300 Mark – ganz der bildenden Kunst widmete, die er an der Kunstakademie München bei Carl Theodor von Piloty, Gabriel von Hackl und Nikolaus Gysis studierte. In München beeinflussten ihn auch Karl Raupp, Alexander von Liezen-Mayer und Arnold Böcklin. 1885/1886 unternahm er zwei Reisen nach Tirol. 1886 wechselte er zur Großherzoglich Badischen Kunstschule nach Karlsruhe, wo ihn Gustav Schönleber und Hermann Baisch als Maler sowie Wilhelm Krauskopf als Radierer unterwiesen. Er ließ sich in Karlsruhe nieder und verbrachte dort den größten Teil seines Lebens. Viele Jahre arbeitete er als Assistent an der Krauskopfschen Radierklasse. Ab 1895 trat er durch eigene Radierungen hervor. 

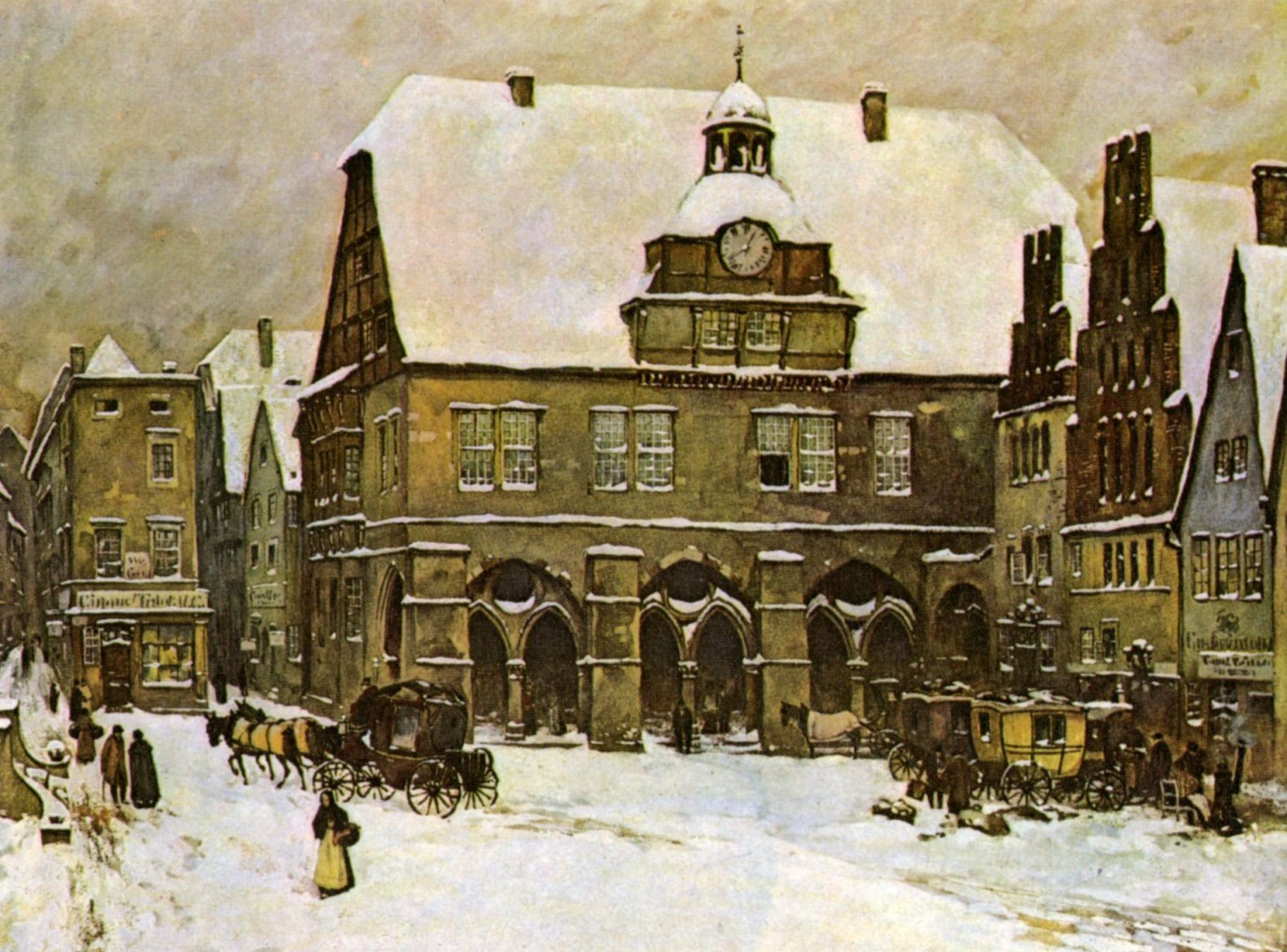
Das Rathaus in Minden in Westfalen, Aquarell

Im Ergebnis zahlreicher Reisen in Deutschland schuf Braun über 3500 Zeichnungen und Radierungen, meist Veduten und Interieurs, die ihn in der zweiten Hälfte des 19. Jahrhunderts als einen der bedeutendsten deutschen Grafiker profilierten, während seine Malerei qualitativ und quantitativ nicht diese Relevanz erlangte. Seine radierten Stadtansichten wie etwa Dom in Münster und Das alte Wesertor in Minden, die er mit historischer Atmosphäre auflud, gelten als technisch meisterhaft, nüchtern und topografisch genau. Brauns Kohlezeichnungen, beispielsweise Hafeneinfahrt in Konstanz und Alte Straße (Minden), sind in virtuosem Strich vorgetragen und kennzeichnen die von ihm erreichte Qualität.
Zu Lebzeiten wurde er nur von wenigen Kennern geschätzt. Die Erfolglosigkeit soll nach Meinung des Kunsthistorikers Joseph August Beringer seine Gesundheit untergraben haben.